# 山本孫春
山本 孫春（やまもと まごはる、1932年（昭和7年）2月27日 - ）は、日本の政治家。元宮崎県日向市長（1期）。

## 来歴
宮崎県議会議員を経て、2000年3月31日、日向市長に就任。
2002年7月1日にオープンした日向市の第三セクターの温泉施設「日向サンパーク温泉」からレジオネラ菌が検出され、死者7人を含む多くの感染者を出した問題では、温泉社長（市長が兼務）として管理責任が問われた。2003年2月28日には業務上過失致死容疑で書類送検される（2004年3月8日不起訴処分）。この事件の責任問題が争点になった2004年3月21日の日向市長選挙では新人の黒木健二に敗れた。
2017年4月、旭日中綬章を受章。